# Villa Marchese de Fabris
La Villa Marchese de Fabris è l'abitazione storica della famiglia Fabris a Begliano, frazione di San Canzian d'Isonzo, Friuli-Venezia Giulia.